# مارینکا خاچاتریان
مارینکا خاچاتریان (ارمنی: Մարինկա Խաչատրյան؛ زادهٔ) یک بازیگر اهل ارمنستان است. وی از سال ۲۰۱۴ میلادی تاکنون مشغول فعالیت بوده‌است. از فیلم‌ها یا برنامه‌های تلویزیونی که وی در آن نقش داشته‌است می‌توان به برده عشق اشاره کرد.

## فیلمشناسی
| سال       | عنوان                  | نقش          | توضیحات             |
| --------- | ---------------------- | ------------ | ------------------- |
| ۲۰۱۴–۲۰۱۵ | برده عشق               | آرپی         | نقش اصلی (۲۰۴ قسمت) |
| ۲۰۱۶      | فول هاوس               | مانه یرانیان | Recurring (۱۸ قسمت) |
| ۲۰۱۶–۲۰۱۷ | مادر جایگزین           | سونا         | نقش اصلی            |
| ۲۰۱۷–۲۰۱۷ | بیگانه                 | ننت          | نقش اصلی            |
| ۲۰۱۷–۲۰۱۸ | دفتر خاطرات روزانه الن | سارا         | نقش اصلی            |

| سال  | عنوان               | هنرمند            |
| ---- | ------------------- | ----------------- |
| ۲۰۱۵ | روز عروسی           | گوورگ مارتیروسیان |
| ۲۰۱۶ | بی بدیل (unmatched) | آرابو             |